# Katastrofa statku Katri i Rades

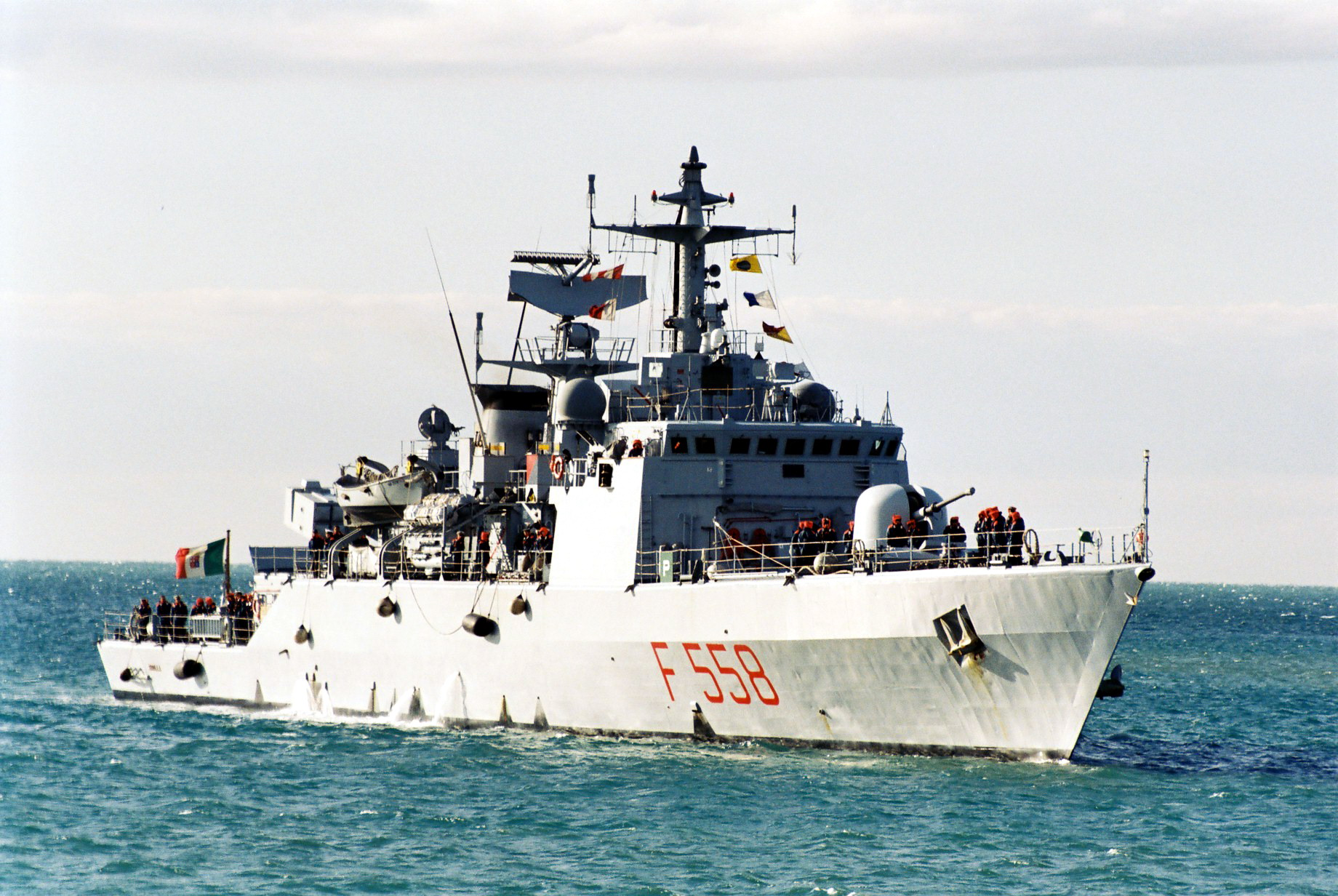
Włoska korweta Sibilla

Katastrofa statku Katri i Rades (alb. Tragjedia e Otrantos) – staranowanie albańskiego statku Katri i Rades przez korwetę włoskiej Marina Militare – Sibilla, do której doszło 28 marca 1997 roku w Cieśninie Otranto.
Wiosną 1997 roku w Albanii wybuchła wojna domowa, która była efektem bankructwa tzw. piramid finansowych. Tysiące osób, które zdecydowały się uciec z Albanii najczęściej wybierały drogę morską, próbując przedostać się nielegalnie na terytorium Włoch. Był to jeden z wielu przypadków zatonięcia łodzi i statków albańskich, które w latach 90. próbowały dotrzeć do wybrzeża włoskiego. Katastrofa w Cieśninie Otranto była najtragiczniejsza pod względem liczby ofiar.

## Przebieg katastrofy
28 marca 1997 o godzinie 16.00 statek Katri i Rades opuścił Wlorę. Statek był niewielką jednostką (21 m długości) i z reguły przewoził nie więcej niż 9–10 osób. Tym razem na jego pokład zaokrętowało się co najmniej 115 osób. Na pokładzie nie było kamizelek ratunkowych ani nawet sprzętu radiowego. Rodziny uchodźców zostały podzielone przez kilkuosobową załogę – na pokładzie przebywali sami mężczyźni, zaś kobiety i dzieci umieszczono pod pokładem.
Około 17.00 płynący w pobliżu wyspy Sazan (na albańskich wodach terytorialnych), Katri i Rades został zauważony przez włoską fregatę „Zeffiro”, która przekazała informację o niewielkiej jednostce albańskiej, na pokładzie której znajduje się około 70 osób. „Zeffiro” otrzymał z brzegu instrukcje, aby „zniechęcał” Albańczyków do kontynuowania podróży w kierunku Włoch. Katri i Rades nie reagował na ostrzeżenia wysyłane drogą radiową. W tej sytuacji „Zeffiro” zbliżył się do statku i zagroził, że w przypadku kontynuowania rejsu w stronę wybrzeża włoskiego załoga zostanie aresztowana, a pasażerowie deportowani do Albanii.
Kiedy statek albański znalazł się w Cieśninie Otranto, do pomocy „Zeffiro” została skierowana korweta włoskiej Marina Militare – Sibilla (F 558), która dotarła na miejsce o 17.45. Raport wysłany z Sibilli potwierdzał, że statek albański jest przeciążony i prowadzony przez niedoświadczonego sternika. Mimo to dowódca „Zeffiro” zalecał, aby podjąć bardziej zdecydowane działania wobec Albańczyków i zbliżyć się do intruza na jak najmniejszy dystans. Manewrująca w pobliżu statku albańskiego Sibilla była jednostką o masie 1200 ton (statek albański ważył niespełna 35 ton). O godz. 18.57 Sibilla uderzyła po raz pierwszy 
(w prawą burtę statku albańskiego). Ponieważ Katri i Rades nie zmienił mimo to kursu włoska korweta odpłynęła a następnie zawróciła i uderzyła w okolice dziobu. Statek albański przewrócił się i w ciągu kilku minut zatonął. Staranowanie miało miejsce 35 mil morskich od wybrzeża włoskiego. 34 osobom znajdującym się na pokładzie udało się wyskoczyć do morza i uratować. Na pokładzie Sibilli dotarli do portu w Brindisi, a następnie do ośrodka dla uchodźców. Utonęło 6 osób spośród tych, które wyskoczyły z pokładu, a także wszystkie osoby, znajdujące się pod pokładem. 31 marca 1997 ogłoszono w Albanii dniem żałoby narodowej.

## Następstwa katastrofy
Operację wydobycia wraku spoczywającego na głębokości 790 m podjęto w październiku 1997. Wydobyty z dna przy użyciu robota wrak przetransportowano do Brindisi, gdzie wydobyto 52 ciała i poddano je identyfikacji. Zwłok 24 osób nigdy nie odnaleziono.
19 marca 2005 sąd w Brindisi skazał kapitana statku Katri i Radës – Namika Xhaferiego na cztery lata więzienia, a dowódcę korwety Sibilla – Fabrizio Laudadio na trzy lata więzienia „za spowodowanie katastrofy na morzu i doprowadzenie do śmierci wielu osób”. Każda rodzina, której członkowie zginęli w Cieśninie Otranto otrzymała odszkodowanie w wysokości 35 000 euro.
W 2004 powstał film dokumentalny Żyję (alb. Jetoj, włos. Vivo), zrealizowany przez duet włosko-albański (Ervis Eshja i Mattia Soranzo), który przedstawia tragedię w Cieśninie Otranto w relacji Krenara Xhavary, jednego z ocalałych pasażerów statku. W 2011 w porcie Otranto stanął pomnik poświęcony ofiarom tragedii na morzu. Dzieło projektu greckiego rzeźbiarza Kostasa Varotsosa składa się z ocalałych części statku Katri i Radës.